# Campionati europei di tuffi

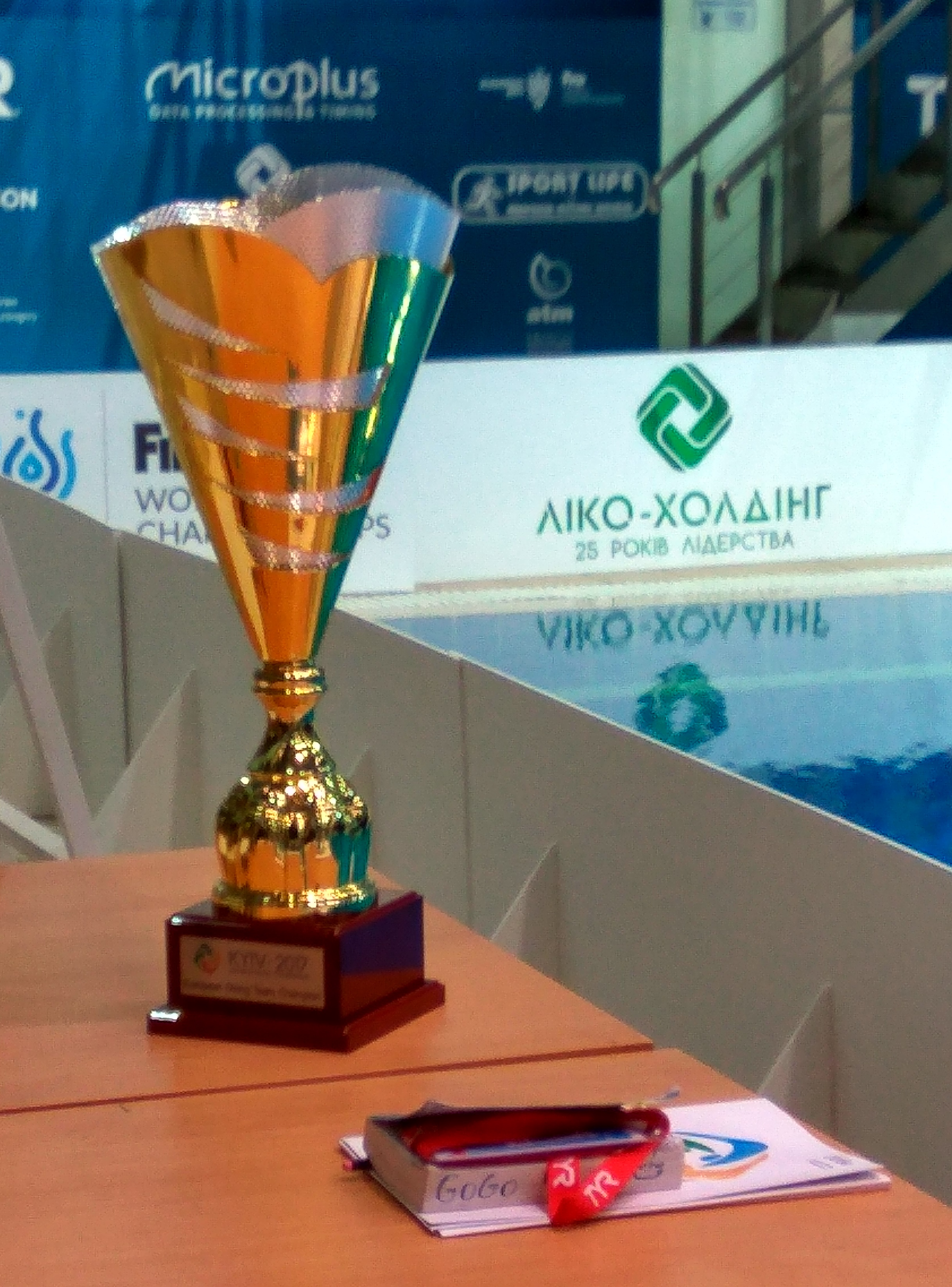

I Campionati europei di tuffi sono organizzati dalla LEN ogni due anni, alternandosi ai Campionati europei di nuoto. La prima edizione si è disputata nel 2009 a Torino: prima di quell'anno i titoli europei dei tuffi venivano assegnati solo all'interno dei campionati europei di nuoto.

## Edizioni
Le prime due edizioni dei Campionati europei di tuffi si sono svolte alla Piscina Monumentale di Torino, in Italia.

Diversamente dal previsto, anche nel 2012 i tuffi si sono svolti in maniera indipendente dal nuoto: la rassegna si è tenuta a Eindhoven in accoppiata con il nuoto sincronizzato. In questa edizione il Team event, la gara mista a squadre, è diventata un evento ufficiale che assegna medaglie.
Le successive due edizioni hanno avuto luogo a Rostock in Germania, mentre le due successive a Kiev in Ucraina.
| No.  | Anno | Sede      | Date           | Gare | n° atl. | n° naz. | Miglior nazione |
| ---- | ---- | --------- | -------------- | ---- | ------- | ------- | --------------- |
| I    | 2009 | Torino    | 1º - 5 aprile  | 10   | 104     | 20      | Russia (4/3/0)  |
| II   | 2011 | Torino    | 8 - 13 marzo   | 10   | 105     | 22      | Russia (3/5/2)  |
| Ⅲ    | 2012 | Eindhoven | 15 - 27 maggio | 10   | 241     | 23      | Russia (3/3/4)  |
| IV   | 2013 | Rostock   | 18 - 23 giugno | 11   | 100     | 19      | Ucraina (4/1/2) |
| V    | 2015 | Rostock   | 9 - 14 giugno  | 11   | 104     | 19      | Russia (3/6/2)  |
| VI   | 2017 | Kiev      | 12 - 18 giugno | 13   | 128     | 23      | Russia (3/6/2)  |
| VII  | 2019 | Kiev      | 5 - 11 agosto  | 13   | 126     | 23      | Russia (6/2/4)  |
| VIII | 2023 | Rzeszów   | 22 - 28 giugno | 13   | 125     | 25      | Ucraina (4/1/0) |
| IX   | 2025 | Antalya   | 22-28 maggio   | 13   |         | 23      | Ucraina (5/1/1) |

## Medagliere complessivo
- aggiornato a Antalya 2025

| Posiz. | Nazione       | Oro | Argento | Bronzo | Totale |
| ------ | ------------- | --- | ------- | ------ | ------ |
| 1      | Russia        | 23  | 26      | 14     | 63     |
| 2      | Ucraina       | 21  | 16      | 16     | 53     |
| 3      | Italia        | 18  | 9       | 13     | 40     |
| 4      | Germania      | 16  | 26      | 19     | 61     |
| 5      | Gran Bretagna | 8   | 7       | 15     | 29     |
| 6      | Francia       | 4   | 5       | 5      | 14     |
| 7      | Svizzera      | 2   | 1       | 3      | 6      |
| 8      | Svezia        | 1   | 3       | 2      | 6      |
| 9      | Paesi Bassi   | 1   | 1       | 2      | 4      |
| 10     | Spagna        | 1   | 0       | 3      | 4      |
| 12     | Polonia       | 1   | 0       | 0      | 1      |
| 13     | Armenia       | 0   | 1       | 0      | 1      |
| 14     | Bielorussia   | 0   | 0       | 1      | 1      |
| 14     | Ungheria      | 0   | 0       | 1      | 1      |
| 14     | Austria       | 0   | 0       | 1      | 1      |
| Totale | Totale        | 95  | 95      | 95     | 285    |